# 카리브 클럽 챔피언십
카리브 클럽 챔피언십(Caribbean Club Championship) 또는 CFU 클럽 챔피언십(CFU Club Championship)은 카리브 축구 연맹(CFU)에 속한 회원국들의 축구 클럽들이 참가했던 대회로 1997년에 창설되었다. 

## 대회 개요
2022 시즌까지 CONCACAF 챔피언스컵, CONCACAF 리그의 카리브해 지역 예선을 겸했으며 2007 시즌부터 2016 시즌까지는 카리브 클럽 챔피언십에서 우승, 준우승, 3위를 차지한 팀이 CONCACAF 챔피언스컵에 진출했다.
2018 시즌부터는 1부 리그 성격을 띤 카리브 클럽 챔피언십(Caribbean Club Championship)과 2부 리그 성격을 띤 카리브 클럽 실드(Caribbean Club Shield)가 동시에 개최되었으며 카리브 클럽 챔피언십에서는 프로 축구 클럽이, 카리브 클럽 실드에서는 세미 프로와 아마추어 축구 클럽이 참가했다.
2017 시즌을 기해 CONCACAF 리그가 출범하면서 대회 출전 자격에 관한 규정이 변경되었는데 2017 시즌부터는 카리브 클럽 챔피언십에서 우승을 차지한 팀이 CONCACAF 챔피언스리그에 진출하고 준우승, 3위를 차지한 팀이 CONCACAF 리그에 진출했으며 4위를 차지한 팀은 카리브 클럽 실드 1위 팀과 단판 승부 형식의 플레이오프를 치러 이 경기에서 승리한 팀이 CONCACAF 리그에 진출했다.
그러나 2022 시즌을 끝으로 이 대회는 폐지되었으며 이후 이 대회를 대신해 CONCACAF 캐리비언컵이라는 새로운 클럽 대항전이 신설되었다.

## 결과
| 시즌                          | 우승                         | 점수                                   | 준우승                         | 3위                            | 점수                                | 4위                                 |
| ----------------------------- | ---------------------------- | -------------------------------------- | ------------------------------ | ------------------------------ | ----------------------------------- | ----------------------------------- |
| 1997                          | 유나이티드 페트로트린        | 2 – 1                                  | 세바 유나이티드                | 없음                           |                                     | 없음                                |
| 1998                          | 조 퍼블릭                    | 1 – 0                                  | 캘러도니아 AIA                 | 없음                           |                                     | 없음                                |
| 2000                          | 조 퍼블릭                    | (1)                                    | W 커넥션                       | 하버 뷰                        | (1)                                 | 카리오카                            |
| 2001                          | 디펜스 포스                  | (2)                                    | W 커넥션                       | 아이시앵                       | (2)                                 | SNL                                 |
| 2002                          | W 커넥션                     | (2)                                    | 아넷 가든스                    | 비올레트                       | (2)                                 | 하버 뷰                             |
| 2003                          | 샌주언 자블로테              | 3 – 3 (승부차기 4 – 2) (2 – 1 / 1 – 2) | W 커넥션                       | 없음                           |                                     | 없음                                |
| 2004                          | 하버 뷰                      | 3 – 2 (1 – 1 / 2 – 1)                  | 티볼리 가든스                  | 없음                           |                                     | 없음                                |
| 2005                          | 포트모어 유나이티드          | 5 – 2 (2 – 1 / 4 – 0)                  | 로빈후드                       | 없음                           |                                     | 없음                                |
| 2006                          | W 커넥션                     | 1 – 0                                  | 샌주언 자블로테                | 없음                           |                                     | 없음                                |
| 2007 (3)                      | 하버 뷰                      | 2 – 1                                  | 조 퍼블릭                      | 푸에르토리코 아일랜더스        | 1 – 0 (1 – 0 / 0 – 0)               | 샌주언 자블로테                     |
| 2009                          | W 커넥션                     | 2 – 1                                  | 푸에르토리코 아일랜더스        | 샌주언 자블로테                | 2 – 1                               | 템페트                              |
| 2010                          | 푸에르토리코 아일랜더스      | (1)                                    | 조 퍼블릭                      | 샌주언 자블로테                | (1)                                 | 바야몬                              |
| 2011                          | 푸에르토리코 아일랜더스      | 3 – 1 (연장)                           | 템페트                         | 알파 유나이티드                | 1 – 1 (승부차기 4 – 3)              | 디펜스 포스                         |
| 2012                          | 캘러도니아 AIA               | 1 – 1 (승부차기 4 – 3)                 | W 커넥션                       | 푸에르토리코 아일랜더스        | 2 – 0                               | 앤티가 바라쿠다                     |
| CONCACAF 챔피언스리그 진출 팀 |                              |                                        |                                |                                |                                     |                                     |
| 2013                          | W 커넥션 (조별 예선 1조 1위) | W 커넥션 (조별 예선 1조 1위)           | 발렌시아 (조별 예선 2조 1위)   | 발렌시아 (조별 예선 2조 1위)   | 캘러도니아 AIA (플레이오프 승자)    | 캘러도니아 AIA (플레이오프 승자)    |
| 2014                          | 바야몬 (조별 예선 1조 1위)   | 바야몬 (조별 예선 1조 1위)             | 워터하우스 (조별 예선 2조 1위) | 워터하우스 (조별 예선 2조 1위) | 알파 유나이티드 (조별 예선 3조 1위) | 알파 유나이티드 (조별 예선 3조 1위) |
| 시즌                          | 우승                         | 점수                                   | 준우승                         | 3위                            | 점수                                | 4위                                 |
| 2015                          | 센트럴                       | 2 – 1                                  | W 커넥션                       | 몬테고베이 유나이티드          | 1 – 0                               | 돈 보스코                           |
| 2016                          | 센트럴                       | 3 – 0                                  | W 커넥션                       | 돈 보스코                      | 2 – 0                               | 아넷 가든스                         |
| 2017                          | 시바오                       | 1 – 0                                  | 샌주언 자블로테                | 포트모어 유나이티드            | 2 – 2 (승부차기 5 – 3)              | 센트럴                              |
| 2018                          | 아틀레티코 판토하            | 0 – 0 (승부차기 6 – 5)                 | 아넷 가든스                    | 포트모어 유나이티드            | 2 – 1                               | 센트럴                              |
| 2019                          | 포트모어 유나이티드          | (1)                                    | 워터하우스                     | 카푸아즈                       | (1)                                 | 레알 호프                           |
| CONCACAF 챔피언스리그 진출 팀 |                              |                                        |                                |                                |                                     |                                     |
| 2020                          | 아틀레티코 판토하            | (4)                                    | 워터하우스                     | 아르카에                       | (4)                                 | 시바오                              |